# Jerry Mengo
Jerry Mengo (eigentlich italienisch Giuseppe Mengozzi; * 17. April 1911 in Nizza; † 23. April 1979 in Boulogne-Billancourt) war ein französischer Unterhaltungs- und Jazzmusiker (Schlagzeug, Gitarre, Gesang), Bandleader, Filmkomponist und Arrangeur.

## Leben und Wirken
Jerry Mengo hatte italienische Wurzeln und wuchs in England auf. Während seines Studiums in Paris trat er als Sänger auf und hatte am 6. März 1935 Gelegenheit, bei Django Reinhardts und Stéphane Grappellis Aufnahmen für Ultraphone mitzuwirken (Lily Belle May June, Continental und Sweet Sue, Just You); In den 1930er und 1940er Jahren spielte er als Drummer und Gitarrist in den Bands von Alix Combelle, Bill Coleman (1937), Danny Polo und Noël Chiboust, bevor mit eigenen Formationen auftrat. 1943 arbeitete er mit der Sängerin Martha Love. Ab Anfang der 1940er Jahre entstanden Aufnahmen unter eigenem Namen für das Label Swing (Blues du matin, SW 187, u. a. mit Pierre Delhoumeau (cl), Hubert Rostaing und Jacques Diéval) und Telefunken (Jerry's Boogie). 1945 wirkte er bei der ersten Aufnahmesitzung des Labels Blue Star von Eddie Barclay mit.
Mengo konzentrierte sich dann musikalisch auf Tanzmusik (in den 1960er Jahren auch auf Easy Listening), um mit seinem Orchester eine Reihe von Langspielplatten (Club De Danse), EPs (wie Samba Fantastico) und Singles für Label wie Columbia und Ducretet-Thomson einzuspielen. Daneben betätigte er sich als Filmkomponist und -musiker für Filme wie Hafengasse 5 (1951, Regie: Jean Delannoy) oder Wenn es Nacht wird in Paris (1954, Regie: Jacques Becker). In den Jean-Pierre-Melville-Filmen Zwei Männer in Manhattan (1959) und L'aîné des Ferchaux (1963) war er auch als Nebendarsteller zu sehen. Mit seinem Orchester bzw. als Arrangeur und Komponist arbeitete er mit Sängern wie Bourvil (Les Sourires De Paris 1961, Pathé), Pierre Perrin, Giuseppe Torrebruno und France Gall (Don't Make War, Captain, Make Love 1968). Von Mengo geschriebene Titel wie Twistin' The Twist oder Popocatepetl-Twist wurden in dieser Zeit von Künstlern wie Dalida oder Caterina Valente gecovert.

## Diskographische Hinweise
- Jerry Mengo, Hubert Rostaing, Pierre Spiers: Encore! Encore! (Vega)
- Orfeo Negro (Columbia EP, 1959)
- Red Roses for Rudy (Columbia)
- From Jazz to Rock and Pop (Mondiophone, 1976)